# Vittorio Cappelli
Vittorio Cappelli (Castrovillari, 26 settembre 1947) è uno storico e scrittore italiano.

## Biografia
Laureato in Filosofia nell'Università Statale di Milano, ha insegnato per una dozzina d'anni nell'Istituto d'Arte di Porta Romana a Firenze, poi per più di vent'anni è stato professore di Storia Contemporanea nell'Università della Calabria, dove ha insegnato anche Storia delle Migrazioni. Ha tenuto lezioni nelle Università Federali di Manaus e Rio de Janeiro e nelle Università Pontificie di San Paolo e Porto Alegre, in Brasile. È direttore scientifico  dell'Istituto Calabrese per la Storia dell'Antifascismo e dell'Italia Contemporanea - associato all'Istituto Nazionale Ferruccio Parri - e del Centro di Ricerca sulle Migrazioni che opera al suo interno. Nel 1988 ha fondato la rivista Daedalus. Quaderni di Storia e Scienze Sociali, attiva fino al 2014. Da questa data fino al 2023, è stato condirettore della rivista storica Giornale di Storia Contemporanea. Dal 2021 dirige la Rivista calabrese di storia del '900.
Si è occupato a lungo di storia politica e sociale del Mezzogiorno d'Italia e di storia del fascismo. Tra i suoi interessi è anche la storia culturale italiana tra Otto e Novecento, con particolare riguardo al futurismo e alle avanguardie storiche, alla psicoanalisi e alla letteratura di viaggio. In anni più recenti si è dedicato in particolare a nuove indagini di storia dell'emigrazione italiana in America Latina. In quest'ambito, ha scritto molti saggi, tradotti e pubblicati anche in Spagna, Argentina, Colombia e Brasile, e ha tenuto seminari e conferenze, spesso in occasione di congressi internazionali, presso università e altre istituzioni culturali, sia in Europa (Porto, Portogallo; Groningen e Leiden, Paesi Bassi) che in America Latina, in specie in Colombia (Bogotá, Barranquilla e Santa Marta), in Brasile (San Paolo, Brasilia, Rio de Janeiro, Petrópolis, Porto Alegre, Goiânia, Vitória, Fortaleza, Belém, Manaus) e in Uruguay (Montevideo). È stato membro della Asociación para el Fomento de los Estudios Históricos en Centroamérica. 
Ha collaborato al Dizionario biografico degli italiani (Treccani) e al Dizionario del futurismo (Vallecchi). Dirige per l'editore Rubbettino la Collana "Viaggio in Calabria" e per l'editore Pellegrini, con Federica Bertagna, la Collana "Senzaconfini". Per molti anni è stato curatore di mostre d'arte contemporanea presso il Centro Arti Musica e Spettacolo dell'Università della Calabria. Ha collaborato a lungo alle pagine culturali de Il Quotidiano della Calabria. Suoi articoli sono apparsi anche sui quotidiani: Il Manifesto, Lotta Continua, Il Domani, Gazzetta del Sud, Il Quotidiano della Basilicata, Cronache delle Calabrie, Gente d'Italia (Montevideo), El Heraldo (Barranquilla).

## Opere
Monografie:
- Politica e politici, in Storia delle Regioni. La Calabria, Einaudi, 1985;
- Il fascismo in periferia. Il caso della Calabria, Editori Riuniti, 1992 (2ª edizione: Marco, 1998);
- Emigranti, moschetti e podestà. Pagine di storia sociale e politica nell'area del Pollino (1880-1943), Il Coscile, 1995;
- Sguardi. Il Sud osservato dagli ultimi viaggiatori (1806-1956), Rubbettino, 1998;
- Nelle altre Americhe. Calabresi in Colombia, Panamà, Costa Rica e Guatemala, La Mongolfiera, 2004;
- Storie di italiani nelle altre Americhe. Bolivia, Brasile, Colombia, Guatemala e Venezuela, Rubbettino, 2009;
- La belle époque italiana di Rio de Janeiro. Volti e storie dell'emigrazione meridionale nella modernità carioca, Rubbettino, 2013
- (traduzione portoghese: A belle époque italiana no Rio de Janeiro. Aspectos e histórias da emigração meridional na modernidade carioca, Eduff, 2015);
- Politica e politici in Calabria. Dall'Unità d'Italia al XXI secolo, Rubbettino, 2018;
- Piccole patrie, la Patria, altre patrie. Percorsi culturali tra Calabria, Italia e altri mondi, Pellegrini, 2019;
- Personaggi, viaggi e libri altrui, Rubbettino, 2020.
- Dagli Appennini alle Ande, al Caribe e all’Amazzonia. Percorsi e profili migratori verso le «altre Americhe», Rubbettino, 2022
- Tracce culturali e artistiche degli italiani in Colombia. Il caso di Barranquilla, Icsaic-Centro di Ricerca sulle Migrazioni, 2024

Curatele:
- Luigi Vittorio Bertarelli, Diario di un cicloturista di fine Ottocento. Da Reggio Calabria ad Eboli, Teda, 1989;
- Storia dell'Istituto d'Arte di Firenze (1869-1989) (con Simonetta Soldani), Olschki, 1994;
- Luigi Vittorio Bertarelli, Sicilia 1898. Note di una passeggiata ciclistica, Sellerio, 1994;
- Umberto Caldora, La Calabria nel 1811. Le relazioni della Statistica murattiana, Centro Editoriale e Librario dell'Università  della Calabria, 1995;
- Francesco Paonessa (1898-1981), scultore, architetto, maestro del ferro battuto, Rubbettino, 2001;
- Tra Sibari e il Pollino. La percezione del paesaggio negli ultimi due secoli, Rubbettino, 2003;
- Luciano Caruso. In Calabria 1973-2002. Mostra retrospettiva di un maestro della poesia visiva e del libro d'artista, Centro Arti Musica e Spettacolo dell'Università della Calabria, 2006;
- Luigi Vittorio Bertarelli e Roberto Giannì, Cicloturisti in Calabria. Due diari di viaggio, Rubbettino, 2007;
- Alberto Savinio, Partita rimandata. Diario calabrese, Giunti, 1996 e Rubbettino, 2008;
- Bernard e Mary Berenson, In Calabria (1908 e 1955), Rubbettino, 2008;
- Calabria Futurista (1909-1943), Rubbettino, 1997 e 2009;
- Italiani in Brasile. Rotte migratorie e percorsi culturali (con A. Hecker), Rubbettino, 2010;
- Nicola Marcone, Un viaggio in Calabria (1883-1884), Rubbettino, 2013;
- Calabria migrante. Un secolo di partenze verso altri mondi e nuovi destini (con G. Masi e P. Sergi), Centro di Ricerca sulle Migrazioni, 2013;
- Craufurd Tait Ramage, Calabria pittoresca e romantica (1828), Rubbettino, 2014;
- La Calabria dei migranti. Partenze, rientri, arrivi (con G. Masi e P. Sergi), Centro di Ricerca sulle Migrazioni, 2015;
- Traiettorie culturali tra il Mediterraneo e l'America  latina. Cronache, letterature, arti, lingue e culture (con P. Sergi), Pellegrini, 2016;
- Cesare Malpica, Impressioni di viaggio nelle Calabrie (1845-1846), Rubbettino, 2016;
- Olindo Malagodi, Calabria desolata (1905), Rubbettino, 2017;
- Approdi (1928-1929), rassegna di lettere e d'arte diretta da Raoul Maria de Angelis, Pellegrini, 2019;
- I calabresi all'Assemblea Costituente, 1946-1948 (con Paolo Palma, Rubbettino, 2020);
- Adolfo Rossi, L'emigrazione nel Mezzogiorno d'Italia. Un viaggio-inchiesta in Basilicata e in Calabria (1907), Pellegrini, 2020;
- François Lenormant, La Magna Grecia. Paesaggi e storie, 3 voll., Rubbettino, 2021-2022.

Suoi articoli sono apparsi sulle seguenti riviste:
- Altreitalie. Rivista internazionale di studi sulle migrazioni italiane nel mondo, Torino;
- Annali dell'Istituto Alcide Cervi, Bologna;
- Apollinea. Rivista del Parco nazionale del Pollino, Castrovillari;
- ArcHistoR, Reggio Calabria;
- Basiliskos. Rivista di studi storico-umanistici, Lauria/Policoro;
- Calendario del popolo, Milano;
- Daedalus. Quaderni di storia e scienze sociali, Castrovillari/Arcavàcata;
- Diacronie. Studi di Storia Contemporanea, Bologna
- Estudios Migratorios Latinoamericanos, Buenos Aires;
- Estudos Ibero-Americanos, Porto Alegre;
- Forum Democratico, Rio de Janeiro;
- Giornale di Storia Contemporanea, Cosenza;
- Il Portolano. Periodico trimestrale di letteratura, Firenze;
- Maracanan, Rio de Janeiro;
- Memoria & Sociedad, Bogotà;
- Meridiana. Rivista di storia e scienze sociali, Roma;
- Movimento operaio e socialista, Genova;
- Naveg@mérica, Espinardo/Murcia;
- Passato e Presente. Rivista di storia contemporanea, Firenze/Milano;
- Poesia. Mensile internazionale di cultura poetica, Milano;
- Revista de História da Biblioteca Nacional, Rio de Janeiro;
- Rivista calabrese di storia del 900, Arcavàcata;
- Rivista Storica Calabrese, Reggio Calabria;
- Storia e Dossier, Firenze;
- Stratigrafie del Paesaggio, Lago/Cosenza.

## Premi
- Premio Sila, Cosenza 1993, per il volume Il fascismo in periferia, Editori Riuniti.
- Finalista al Premio Internazionale Feudo di Maida,  Maida (Catanzaro) 2000, per il volume Sguardi. Il Sud osservato dagli ultimi viaggiatori (1806-1956), Rubbettino.
- Premio Internazionale Emigrazione, Pratola Peligna (L'Aquila) 2005, per l'articolo Un Titanic dimenticato (in Calabria, Marzo 2005), poi tradotto in spagnolo (Un Titanic olvidado, in El Heraldo. Revista Dominical, Barranquilla, Colombia, 16 marzo 2006).
- Premio ACIRS (Associazione Culturale Italiana del Rio Grande do Sul), Porto Alegre (Brasile) 2006, per gli studi sull'emigrazione italiana in Brasile.
- Il Viaggiautore. Premio Nazionale di Letteratura di Viaggio e Giornalismo, Spello (Perugia) 2011, per la direzione della collana Viaggio in Calabria, Rubbettino.
- Premio Nicola Carrozzino, Acquappesa (Cosenza) 2012, per gli studi sull'emigrazione italiana.
- Premio Ferula d'Oro, Feroleto Antico (Catanzaro) 2014, per il volume Emigranti, moschetti e podestà, Il Coscile.
- Premio Castelluccio Porta del Pollino, Castelluccio Inferiore (Potenza) 2015, per gli studi sull'emigrazione lucana.
- Premio Troccoli Magna Graecia, Cassano all'Ionio (Cosenza) 2017, per la saggistica.
- Premio Giuseppe De Capua, Longobucco (Cosenza) 2019, per il volume La belle époque italiana di Rio de Janeiro, Rubbettino.
- Finalista, con Paolo Palma, ai Premi Nazionali Rhegium Julii, Reggio Calabria 2020,  per il volume I Calabresi all'Assemblea Costituente (1946-1948), Rubbettino.